# Joanna Mary Boyce
Joanna Mary Boyce, född 7 december 1831, död 15 juli 1861, var en brittisk konstnär (målare). Hennes konstnärskap associeras med prerafaeliternas stilart.   